# Brniště
Brniště (en allemand : Brims) est une commune du district de Česká Lípa, dans la région de Liberec, en République tchèque. Sa population s'élevait à 1 370 habitants en 2021.

## Géographie
Brniště se trouve à 13 km au nord-est de Česká Lípa, à 26 km à l'ouest-sud-ouest de Liberec et à 76 km au nord-nord-est de Prague.

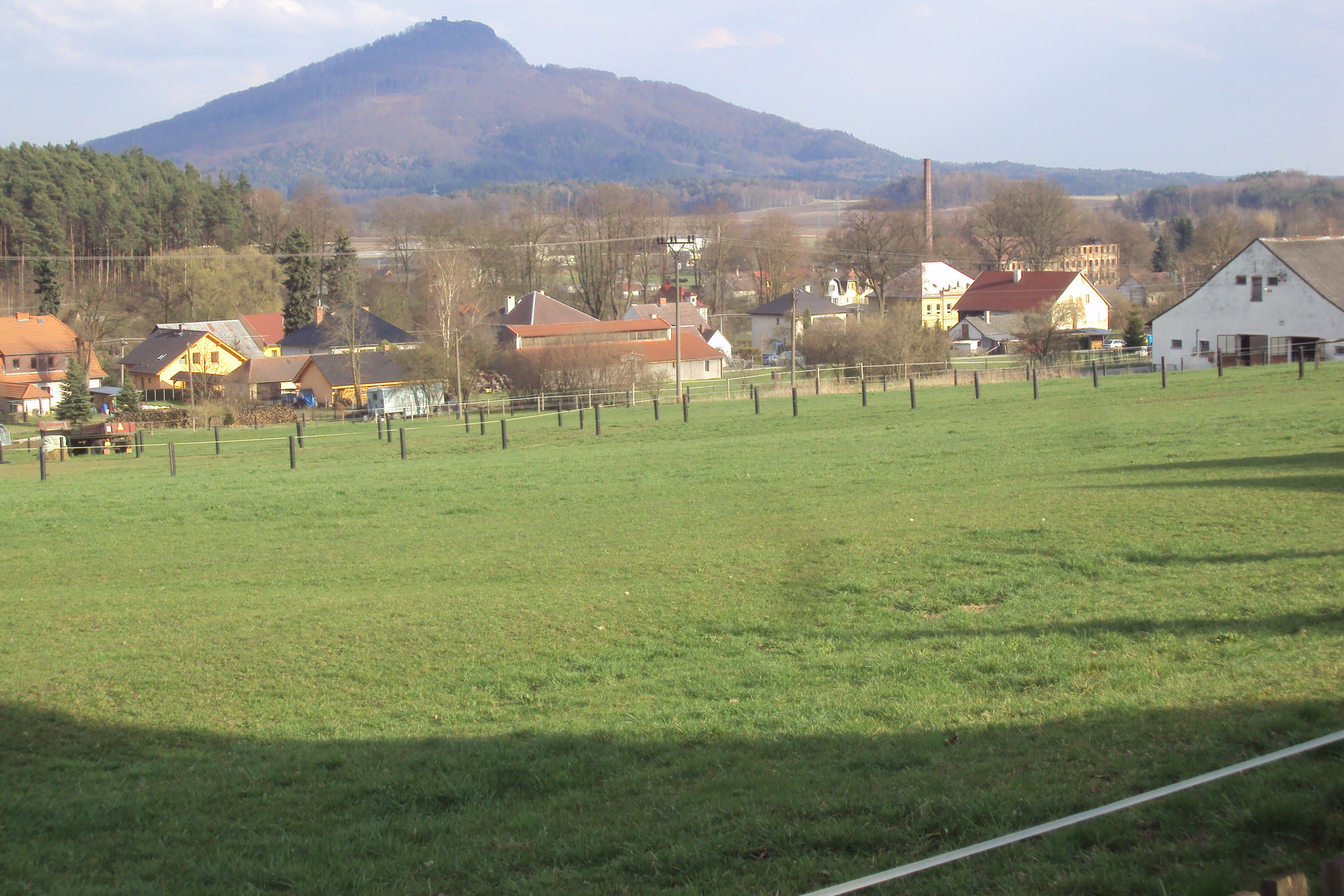
Brniště : hameau de Velký Grunov.
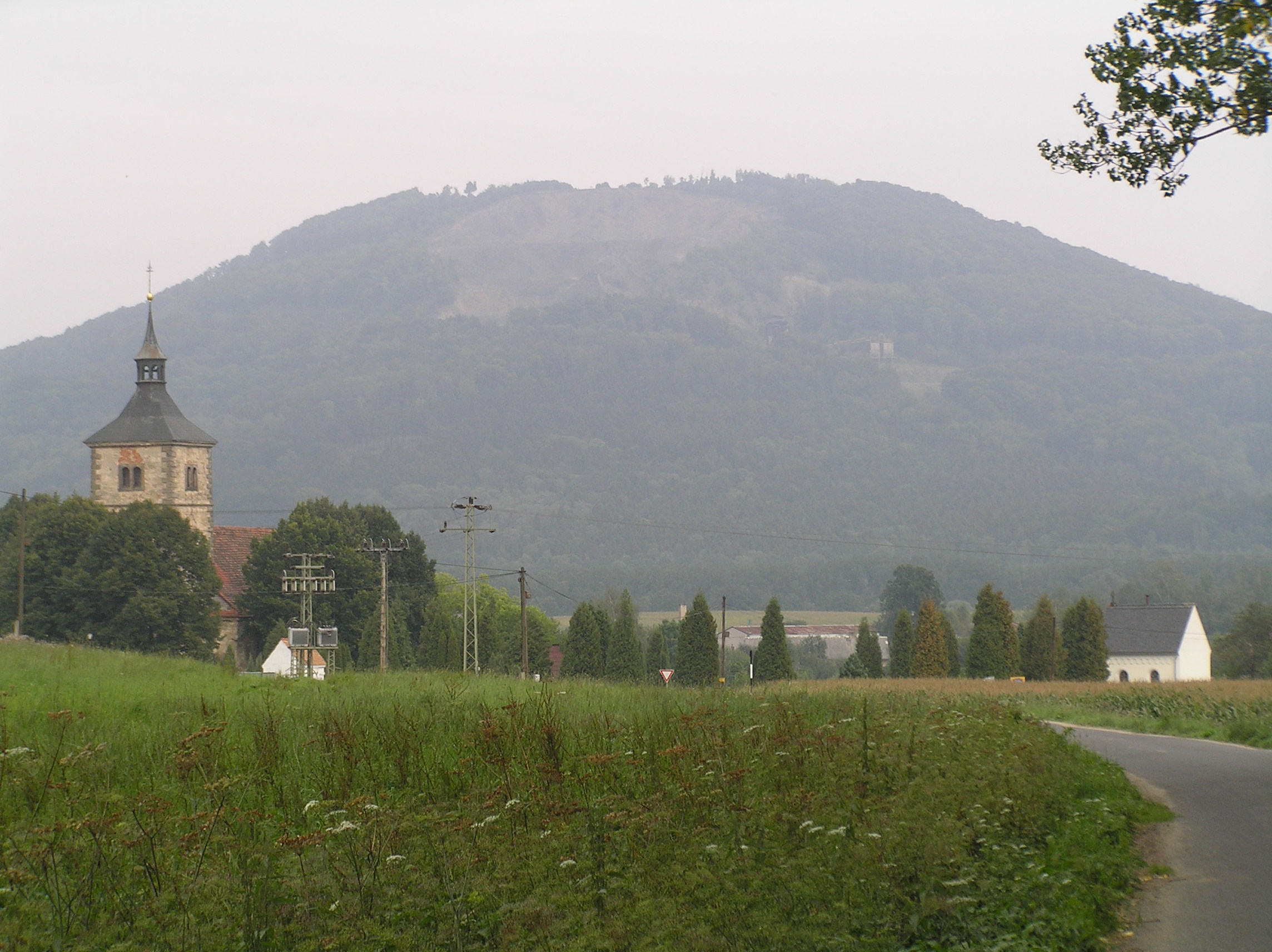
Brniště et le mont Tlustec (589 m).

La commune est limitée par Cvikov au nord, par Velký Valtinov et Jablonné v Podještědí à l'est, par Stráž pod Ralskem au sud-est, par Noviny pod Ralskem et Pertoltice pod Ralskem au sud, et par Zákupy et Velenice à l'ouest.

## Histoire
La première mention écrite du village date de 1352.

## Administration
La commune se compose de six quartiers :
- Brniště
- Hlemýždí
- Jáchymov
- Luhov
- Nový Luhov
- Velký Grunov

## Transports
Par la route, Brniště se trouve à 7 km de Jablonné v Podještědí, à 8 km de Mimoň, à 17 km de Česká Lípa, à 33 km de Liberec et à 101 km de Prague.